# 中山町 (瀬戸市)
中山町（なかやまちょう）は、愛知県瀬戸市祖母懐連区の町名。丁番を持たない単独町名である。

## 地理
- 瀬戸市の中央部に位置する[8]。西を一里塚町・仲郷町、北を西洞町・南東町、東を東町、南を川合町と隣接している[8]。
- 丘陵地[8]。かつては、東公園としてグラウンドやテニスコートなどのスポーツ施設が整備されていたが、にじの丘学園建設のため、2018年（平成30年）に廃止となった[9][注釈 1]。

### 学区
市立小・中学校に通う場合、学区は以下の通りとなる。また、公立高等学校普通科に通う場合の学区は以下の通りとなる。
| 番・番地等 | 小学校                 | 中学校                 | 高等学校 |
| ---------- | ---------------------- | ---------------------- | -------- |
| 全域       | 瀬戸市立にじの丘小学校 | 瀬戸市立にじの丘中学校 | 尾張学区 |

## 歴史

### 沿革
- 1942年（昭和17年）1月9日 - 瀬戸市大字瀬戸字郷・東郷・一里塚の各一部により、同市中山町として成立[2]。

## 世帯数と人口
2024年（令和6年）1月1日現在の世帯数と人口は以下の通りである。
| 町丁   | 世帯数 | 人口 |
| ------ | ------ | ---- |
| 中山町 | 44世帯 | 86人 |

### 人口の変遷
国勢調査による人口の推移
| 1995年（平成7年）  | 92人  | [ 13 ] |  |
| 2000年（平成12年） | 103人 | [ 14 ] |  |
| 2005年（平成17年） | 97人  | [ 15 ] |  |
| 2010年（平成22年） | 84人  | [ 16 ] |  |
| 2015年（平成27年） | 83人  | [ 17 ] |  |
| 2020年（令和2年）  | 80人  | [ 18 ] |  |

### 世帯数の変遷
国勢調査による世帯数の推移。
| 1995年（平成7年）  | 24世帯 | [ 13 ] |  |
| 2000年（平成12年） | 26世帯 | [ 14 ] |  |
| 2005年（平成17年） | 28世帯 | [ 15 ] |  |
| 2010年（平成22年） | 29世帯 | [ 16 ] |  |
| 2015年（平成27年） | 28世帯 | [ 17 ] |  |
| 2020年（令和2年）  | 33世帯 | [ 18 ] |  |

## 交通

### 鉄道
町内に鉄道は走っていない。最寄り駅は名鉄瀬戸線尾張瀬戸駅になる。

### バス
町内にバスは走っていない。最寄りのバス停は、名鉄バス「東山線」【11】【12】【13】系統の祖母懐橋バス停・にじの丘学園バス停になる。

### 道路
愛知県道33号瀬戸設楽線 ： 町の南端を東西に貫くように走っている。
- 愛知県道33号標識（中山町内）

## 施設
- 瀬戸市立にじの丘学園 ： 義務教育学校（小中一貫校）。2020年（令和2年）開校[19]。2022年（令和4年）5月1日現在の小学校児童数は708人、教員数は44人[20]。中学校生徒数は306人、教職員数は29人[20]。
- 旧・瀬戸市立祖東中学校[8] ： 1947年（昭和22年）に開校し、1949年（昭和24年）に町域に移転するが、2020年に近隣の小中学校との統合で閉校となる[21]。閉校前年の生徒数は170人、教職員数は26人であった[22]。
- 中山の森[8] ： 瀬戸東公園内にある市の生活環境保全林で、森林レクリエーション地として市民の憩いの場になっている[8]。早春の森・芝生広場・市民の森・紅葉の森・野鳥の森に分かれ、散策路で結ばれている[23]。
- 子供宮稲荷 ： 豊川稲荷の分霊。易占いあり。
- 東公園 洞児童遊園 ： 町域の北部にある公園。ブランコ・鉄棒・コンビネーション遊具がある。
- 中山町ちびっこ広場 ： 町域の北西部にある公園。ブランコ・すべり台・鉄棒がある。

- 瀬戸市立にじの丘学園
- 中山の森（東公園）
- 子供宮稲荷
- 東公園 洞児童遊園
- 中山町ちびっこ広場

## その他

### 日本郵便
- 郵便番号 : 489-0835[6]（集配局：瀬戸郵便局[24]）。